# شراع كهربائي

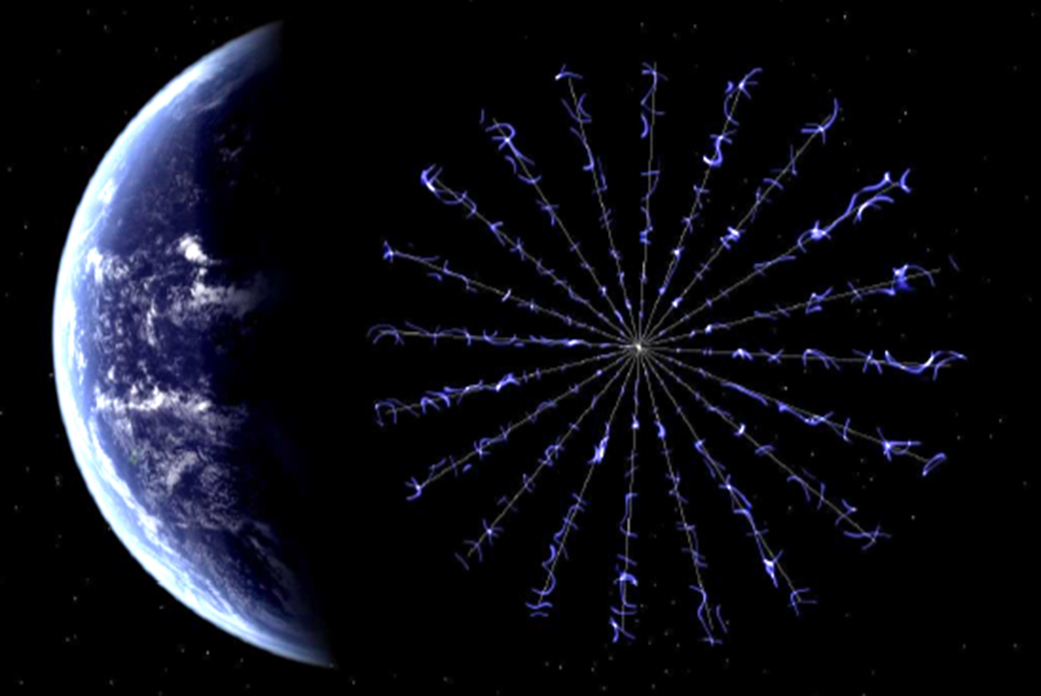
مفهوم مركبة فضائية تستخدم الشراع الكهربائي

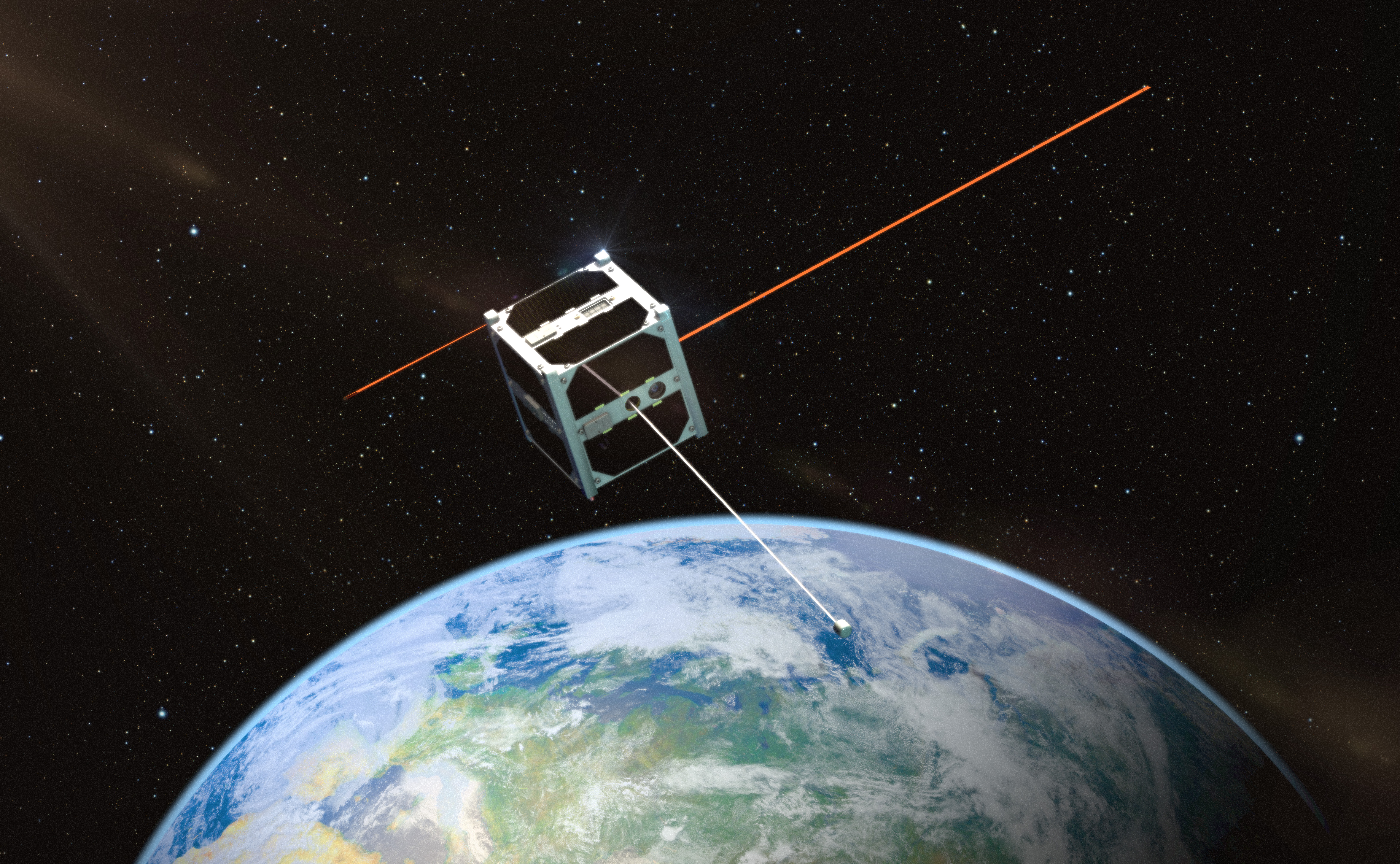
رسم حاسوبي لأول قمر صناعي يختبر الشراع الكهربائي.

الشراع الكهربائي هو شكل مقترح لدفع المركبات الفضائية باستخدام الضغط الديناميكي للرياح الشمسية كمصدر للتوجه.

## الفكرة
الفكرة خلق شراع «افتراضي» باستخدام أسلاك صغيرة لتشكيل مجال كهربائي ينحرف عن بروتونات الرياح الشمسية ويستخرج زخمها. تم وضع الفكرة لأول مرة في عام 2006 في المعهد الفنلندي للأرصاد الجوية.